# Ramón Malluguiza Rodríguez de Moya
Ramón Malluguiza Rodríguez de Moya (El Puente del Arzobispo, Toledo, 14 de enero de 1919-Alicante, 19 de abril de 1996) fue un farmacéutico y político español. Alcalde de Alicante desde septiembre de 1970 hasta septiembre de 1973, anteriormente también fue alcalde de su villa natal de 1952 a 1955. También fue presidente del Colegio Oficial de Farmacéuticos de Alicante.

## Biografía
Estudió el bachiller en el colegio de los Maristas en Toledo. Empezó perito agrícola en Madrid pero estalló la guerra civil mientras estaba en su pueblo, que fue tomado por el ejército sublevado poco después. En 1937, al cumplir 18 años, se incorporó a la contienda como alférez provisional. Terminada la guerra, se licenció del ejército en 1942 e ingresó en la policía, a la vez que comenzó los estudios de Farmacia, parte en Madrid y parte en Barcelona, por motivos de trabajo.
Al terminar la carrera en 1949, dejó la policía y comenzó a ejercer en su pueblo de farmacéutico. En 1952 fue nombrado alcalde de dicha localidad, hasta que en 1956 se trasladó con su mujer e hijos a Alicante, al comprar la farmacia de la Av. Alfonso X el Sabio, n.º 13, frente al Mercado Central.
En 1963 fue nombrado concejal del ayuntamiento de Alicante por el tercio de Entidades, bajo la alcaldía de Fernando Flores Arroyo. En el consistorio ocupó los cargos de teniente de alcalde y presidente de la Comisión de Urbanismo cuando se elaboró el Plan General de Ordenación Urbana. Entre septiembre de 1970 y septiembre de 1973 fue alcalde de Alicante y procurador en las Cortes Franquistas, así como miembro del Consejo Provincial del Movimiento Nacional.
Durante su mandato se compraron los terrenos del actual vertedero, se rescató la contrata y se trasladó el antiguo “femer”, ubicado en los barrios de la zona norte, incluyendo la reubicación de las “Casitas de Papel” en 150 viviendas de Protección Oficial.
Se recibió del ministerio de Obras Públicas en noviembre de 1970, la aprobación “con observaciones”, del Plan General de Ordenación Urbana.
Se planificaron los polígonos de San Blas y de Babel, incluyendo la construcción del colector oeste, de alcantarillado. Se iniciaron las obras de saneamiento de la Albufereta, con un emisario submarino, y de la Playa de San Juan. Se iluminó el Castillo de Santa Bárbara, y se solicitó al Ministerio del Ejército la cesión gratuita y para uso público del Monte Benacantil.
Se construyó la actual carretera de la Cantera y el scalextric del Postiguet, así como el primer aparcamiento subterráneo de Alicante, en la Montañeta. Se remodeló la plaza de España, con el monumento al Foguerer, y las plazas de San Cristóbal y Portal de Elche. Se solicitó a Costas los terrenos para realizar el Paseo Marítimo del Postiguet a la Albufereta, y se realizó el anteproyecto, a cargo del ingeniero Sergio Campos. Se abrieron las Avenidas de Oscar Esplá, Catedrático Soler y Eusebio Sempere, se prolongó la de Padre Esplá y se construyó el primer tramo de la Vía Parque, Av. Caja de Ahorros.
En 1972 se creó el I premio “Carlos Arniches” en lengua valenciana, y en 1973 el I concurso “Ciutat d’Alacant” también en Valenciano. Se inició la construcción de la Casa de la Cultura en el Postiguet.
El Ayuntamiento devolvió al Hércules CF, a petición de su presidente José Rico Pérez, la opción de compra de los terrenos para construir un nuevo campo de futbol. La opción de compra fue sobre unos 37.000 metros cuadrados, de los que el Ayuntamiento se quedó con 11.300, que es donde se construyó el Pabellón Municipal (actual Pitiu Rochel). El 26 de agosto de 1971 en el despacho del Alcalde, Ramón Malluguiza, y ante el notario, Juan Ruiz Olmos, el presidente del club firmó la escritura de compra. El 25 de mayo de 1972 se colocó la primera piedra de la construcción del nuevo estadio alicantino con la presencia del Obispo Pablo Borrachina. También en 1972 se inició la construcción del que fue primer Pabellón Municipal de deportes de la ciudad.